# Bartolomé Mansel
Bartolomé Mansel (en francés: Barthélémy, antes de 1264 - después de 1289) fue el obispo católico de Tortosa desde 1274.
Perteneció a la importante familia franca de los Mansel en Antioquía. Fue probablemente el hijo de Roberto Mansel, quien fue condestable de Antioquía en 1207. Simón Mansel, condestable de Antioquía, era probablemente su hermano. Raimundo de Antioquía, Bohemundo IV y su padre eran hermanastros. Por vía materna estaba relacionado con el rey Haitón I de Armenia y su hermano Sempad el Condestable. Se casó con una media hermana de Haitón I y de esta manera también fue tío del rey León II de Armenia.
Era vicario de la diócesis de Antioquía en 1264 y regente de Trípoli, en 1274 fue obispo de Tartús, cargo que ocupó hasta 1289. Bartolomé era un favorito de Sibila de Antioquía, la hija del rey Haitón I.